# Iosif Tăpalagă
Iosif Tăpalagă (n. 22 februarie 1898, Rodna, județul Bistrița-Năsăud – d. secolul al XX-lea) a fost un deputat în Marea Adunare Națională de la Alba Iulia, organismul legislativ reprezentativ al „tuturor românilor din Transilvania, Banat și Țara Ungurească”, cel care a adoptat hotărârea privind Unirea Transilvaniei cu România, la 1 decembrie 1918 :p. 129.

## Biografie
A fost avocat, iar în timpul Primului Război Mondial a luptat în armata austro-ungară cu gradul de locotenent, fiind și membru al secției locale a Partidului Social Democrat.  După 1918 a fost avocat la Rodna, Aiud, Satu Mare și Cluj. În 1936 este numit notar public în Baia Mare. Iar în 1946 devine judecător la Tribunalul din Zalău. Totodată, colaborează la publicațiile Zorile, Cronica sau Gazeta :p. 129.

## Activitatea politică
Ca deputat în Adunarea Națională din 1 decembrie 1918 a fost delegat al Partidului Social Democrat :p. 129. 

## Lectură suplimetară
- Daniela Comșa, Eugenia Glodariu, Maria M. Jude, Clujenii și Marea Unire, Muzeul Național Transilvania, Cluj-Napoca, 1998.
- Gelu Neamțu, Mircea Vaida-Voevod, 1 decembrie 1918. Mărturii ale participanților, vol. I-II, Editura Academiei Române, București, 2005, ISBN 973-27-1258-9 (vol. I); ISBN 973-27-1264-3 (vol. II).
- Florea Marin, Medicii și Marea Unire, Editura Tipomur, Târgu Mureș, 1993.
- Silviu Borș, Alexiu Tatu, Bogdan Andriescu, (coord.), Participanți din localități sibiene la Marea Adunare Națională de la Alba Iulia din 1 decembrie 1918, Editura Armanis, Sibiu, 2015.